# Vláda Josefa Tošovského
Vláda Josefa Tošovského vládla asi půl roku od 2. ledna do 17. července 1998. Vznikla po demisi druhé vlády Václava Klause (koncem roku 1997) a měla za úkol dovést Českou republiku k předčasným volbám v červnu 1998. Jejím předsedou se stal tehdejší guvernér České národní banky Josef Tošovský, který sestavil vládu z nestraníků a členů KDU-ČSL, ODA a ODS. Posledně jmenovaní 22. ledna 1998 založili novou stranu, Unii svobody.

## Důvěra parlamentu
Před hlasováním o důvěře deklaroval předseda vlády, že „mandát této vlády je omezen vůlí většiny parlamentních stran dospět k předčasným volbám v červnu tohoto roku“. Při hlasování o důvěře 28. ledna 1998 vládu podpořilo 123 ze 197 přítomných poslanců. Důvěru jí dali především poslanci nově vzniklé US, KDU-ČSL, ODA a ČSSD. Vládu naopak nepodpořili především zbylí poslanci ODS, KSČM a SPR-RSČ.

## Seznam členů vlády
| Úřad                                          | Člen vlády        | Člen vlády        | Subjekt | Subjekt        | Nástup do úřadu   | Odchod z úřadu    |
| --------------------------------------------- | ----------------- | ----------------- | ------- | -------------- | ----------------- | ----------------- |
| Předseda vlády                                | Josef Tošovský    |                   |         | nestraník      | 17. prosince 1997 | 17. července 1998 |
| 1. místopředseda vlády Ministr zemědělství    | Josef Lux         | Josef Lux         |         | KDU-ČSL        | 2. ledna 1998     | 17. července 1998 |
| Místopředseda vlády Ministr zahraničních věcí | Jaroslav Šedivý   | Jaroslav Šedivý   |         | nestraník      | 2. ledna 1998     | 17. července 1998 |
| Ministr vnitra                                | Cyril Svoboda     | Cyril Svoboda     |         | KDU-ČSL        | 2. ledna 1998     | 17. července 1998 |
| Ministr práce a sociálních věcí               | Stanislav Volák   |                   |         | US (dříve ODS) | 2. ledna 1998     | 17. července 1998 |
| Ministr pro místní rozvoj                     | Jan Černý         |                   |         | US (dříve ODS) | 2. ledna 1998     | 17. července 1998 |
| Ministryně zdravotnictví                      | Zuzana Roithová   | Zuzana Roithová   |         | nestraník      | 2. ledna 1998     | 17. července 1998 |
| Ministr financí                               | Ivan Pilip        | Ivan Pilip        |         | US (dříve ODS) | 2. ledna 1998     | 17. července 1998 |
| Ministryně spravedlnosti                      | Vlasta Parkanová  | Vlasta Parkanová  |         | ODA            | 2. ledna 1998     | 17. července 1998 |
| Ministr kultury                               | Martin Stropnický | Martin Stropnický |         | nestraník      | 2. ledna 1998     | 17. července 1998 |
| Ministr průmyslu a obchodu                    | Karel Kühnl       | Karel Kühnl       |         | ODA            | 2. ledna 1998     | 17. července 1998 |
| Ministr školství, mládeže a tělovýchovy       | Jan Sokol         | Jan Sokol         |         | nestraník      | 2. ledna 1998     | 17. července 1998 |
| Ministr obrany                                | Michal Lobkowicz  |                   |         | US (dříve ODS) | 2. ledna 1998     | 17. července 1998 |
| Ministr dopravy a spojů                       | Petr Moos         | Petr Moos         |         | nestraník      | 2. ledna 1998     | 17. července 1998 |
| Ministr životního prostředí                   | Jiří Skalický     |                   |         | ODA            | 2. ledna 1998     | 20. února 1998    |
| Ministr životního prostředí                   | Martin Bursík     | Martin Bursík     |         | nestraník      | 27. února 1998    | 17. července 1998 |
| Ministr bez portfeje Mluvčí vlády             | Vladimír Mlynář   | Vladimír Mlynář   |         | nestraník      | 2. ledna 1998     | 17. července 1998 |
| Ministr Předseda Legislativní rady vlády      | Miloslav Výborný  | Miloslav Výborný  |         | KDU-ČSL        | 2. ledna 1998     | 17. července 1998 |

## Poměr sil ve vládě
| - nezávislí | 7 |
| - ODS       | 4 |
| - KDU-ČSL   | 3 |
| - ODA       | 3 |

| - nezávislí | 8 |
| - US        | 4 |
| - KDU-ČSL   | 3 |
| - ODA       | 2 |

## Rozpuštění sněmovny a demise
V únoru a březnu 1998 byl v obou komorách Parlamentu schválen jednorázový ústavní zákon č. 69/1998 Sb., o zkrácení volebního období Poslanecké sněmovny. Tento zákon zkrátil volební období Poslanecké sněmovny zvolené v roce 1996 do dne konání předčasných voleb v červnu 1998.
Předčasné volby se v červnu 1998 uskutečnily, vláda podala demisi dne 17. července 1998. Demisi ministrů Stanislava Voláka a Ivana Pilipa však prezident přijal již o den dříve.